# 猪木武徳
猪木 武德（いのき たけのり、1945年9月22日 - ）は、日本の経済学者。専門は、労働経済学・経済思想・経済史。大阪大学名誉教授、国際日本文化研究センター名誉教授、文化功労者。勲等は瑞宝中綬章。学位はPh.D., Economics（マサチューセッツ工科大学・1974年）。名の「德」にはJIS X 0208のコードが割り当てられていないため、新字体で猪木 武徳（いのき たけのり）とも表記される。
大阪大学経済学部教授、大阪大学経済学部学部長、国際日本文化研究センター教授、国際日本文化研究センター所長、青山学院大学国際政治経済学部特任教授などを歴任した。

## 来歴

### 生い立ち
滋賀県出身。父は、政治学者の猪木正道。洛星高等学校、京都大学経済学部卒業。米国マサチューセッツ工科大学大学院修了。

### 経済学者として
大阪大学経済学部教授・学部長を経て、2002年より国際日本文化研究センター教授。2008年、同所長。日本学術会議会員。2007年から2008年まで、日本経済学会会長も務めた。2012年3月末をもって、日文研所長を退任、同名誉教授。同年4月から2016年3月まで青山学院大学国際政治経済学部特任教授を務めた。2019年12月からは石橋湛山研究学会会長を務める。2016年1月に、皇居での「講書始」で「技術と労働と生産性の関係について」を進講。2019年、瑞宝中綬章受章。

## 名前
本名は「猪木 武德」であり、文化功労者顕彰に際しての文部科学省の発表でも「武德」と表記されている。ただ、名の「德」はJIS X 0208のコードが割り当てられていない文字であるため、新字体の「徳」で代用して「猪木 武徳」と表記される場合も多い。

## 賞歴
- 1987年、『経済思想』でサントリー学芸賞・日経・経済図書文化賞
- 1988年、『人材形成の国際比較』で大平正芳記念賞
- 1988年、「競争社会の二つの顔」『中央公論』1998年5月号で石橋湛山賞
- 2002年、『自由と秩序』で読売・吉野作造賞
- 2005年、『文芸にあらわれた日本の近代』で桑原武夫学芸賞[7]

## 栄典
- 2002年、紫綬褒章受章
- 2019年、瑞宝中綬章受章
- 2019年、文化功労者顕彰[6]

## 著書

### 単著
- 『経済思想』（岩波書店、1987年）
- 『新しい産業社会の条件――競争・協調・産業民主主義』（岩波書店、1993年）
- 『20世紀の日本 (7)  学校と工場―日本の人的資源』（読売新聞社、1996年）、北岡伸一・御厨貴と編集委員（全12巻）
  - 『増補 学校と工場―二十世紀日本の人的資源』（ちくま学芸文庫、2016年）[8]
- 『デモクラシーと市場の論理』（東洋経済新報社、1997年）
- 『日本の近代 (7)  経済成長の果実 1955-1972』（中央公論新社、2000年／中公文庫、2013年）、伊藤隆・北岡伸一・御厨貴と編集委員（全16巻）
- 『自由と秩序――競争社会の二つの顔』（中央公論新社〈中公叢書〉、2001年／中公文庫、2015年）、解説宇野重規
- 『文芸にあらわれた日本の近代――社会科学と文学のあいだ』（有斐閣、2004年）
- 『日本の現代 (11) 大学の反省』（NTT出版、2009年）
- 『戦後世界経済史　自由と平等の視点から』（中公新書、2009年）
- 『公智と実学』（慶應義塾大学出版会、2012年）
- 『経済学に何ができるか　文明社会の制度的枠組み』（中公新書、2012年）
- 『自由の思想史　市場とデモクラシーは擁護できるか』（新潮選書、2016年）
- 『叢書・知を究める 自由の条件 スミス・トクヴィル・福澤諭吉の思想的系譜』（ミネルヴァ書房、2016年）
- 『デモクラシーの宿命　歴史に何を学ぶのか』（中央公論新社、2019年）
- 『社会思想としてのクラシック音楽』（新潮選書、2021年）
- 『経済社会の学び方　健全な懐疑の目を養う』（中公新書、2021年）
- 『地霊を訪ねる─―もうひとつの日本近代史』（筑摩書房、2023年）

### 共著
- （高橋進）『世界の歴史 (29) 冷戦と経済繁栄』（中央公論新社、1999年／中公文庫、2010年）
- （宮本又郎・杉原薫・服部民夫・近藤光男・加護野忠男・竹内洋）『日本型資本主義――どうなるどうする戦略と組織と人材』（有斐閣、2003年）

### 編著
- 『戦間期日本の社会集団とネットワーク――デモクラシーと中間団体』（NTT出版、2008年）
- 『<働く>はこれから 成熟社会の労働を考える』（岩波書店、2014年）

### 共編著
- （小池和男）『人材形成の国際比較―東南アジアと日本』（東洋経済新報社、1987年）
- （安場保吉）『日本経済史（8）高度成長』（岩波書店、1989年）
- （鴇田忠彦・藪下史郎）『入門・経済学』（有斐閣、1990年）
- （連合総合生活開発研究所）『「転職」の経済学――適職選択と人材育成』（東洋経済新報社、2001年）
- （大竹文雄）『雇用政策の経済分析』（東京大学出版会、2001年）
- （小池和男）『ホワイトカラーの人材形成――日米英独の比較』（東洋経済新報社、2002年）
- （小松和彦・白幡洋三郎・瀧井一博）『新・日本学誕生―国際日本文化研究センターの25年』（角川学芸出版、2012年）
- （マルクス・リュッターマン）『近代日本の公と私、官と民』（NTT出版、2014年）

### 訳書
- ケネス・E・ボールディング『社会進化の経済学』（HBJ出版局、1987年）
- ピーター・テミン『大恐慌の教訓』（東洋経済新報社、1994年）